# پاچینکو

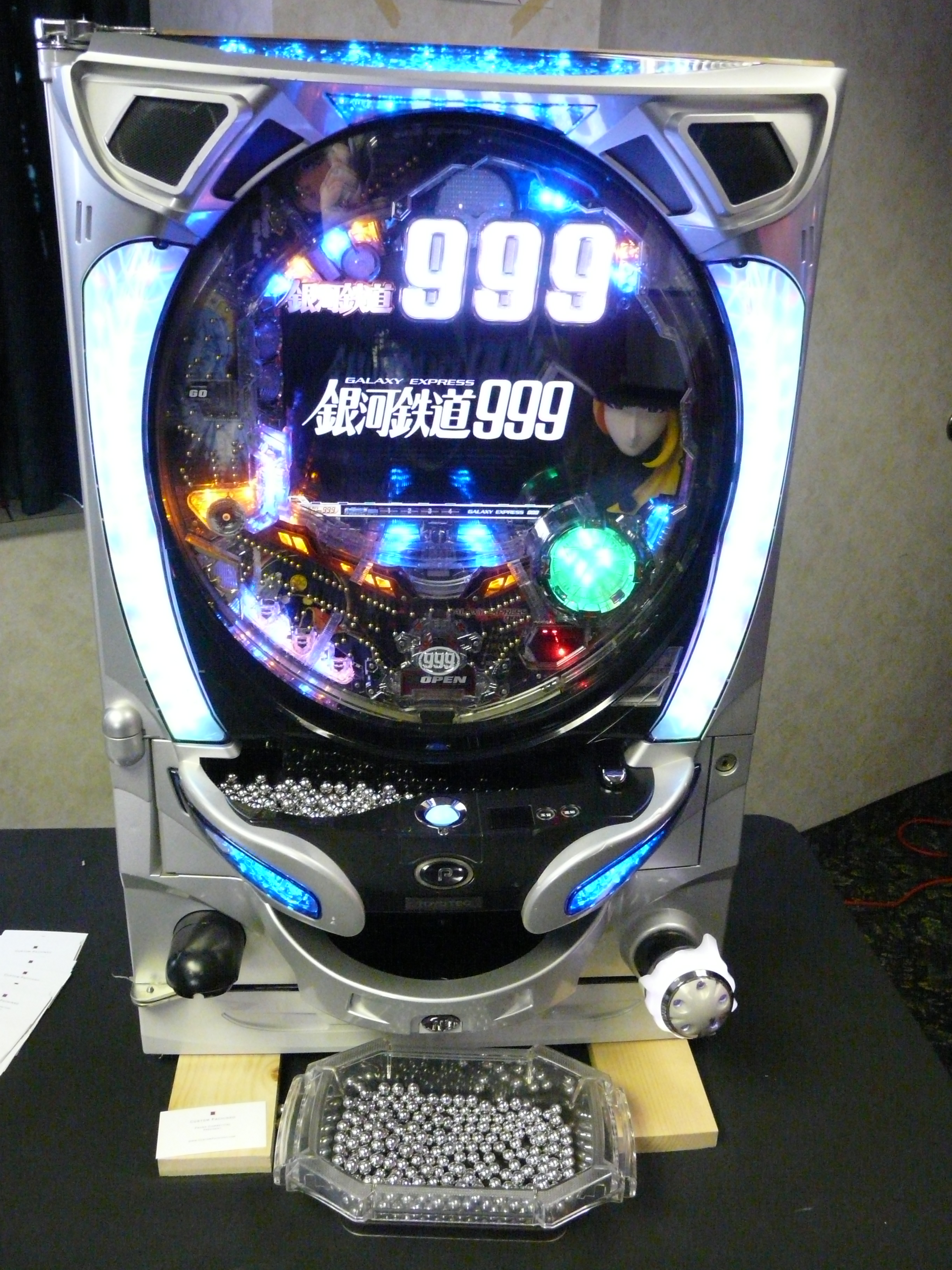
یک دستگاه مدرن پاچینکو

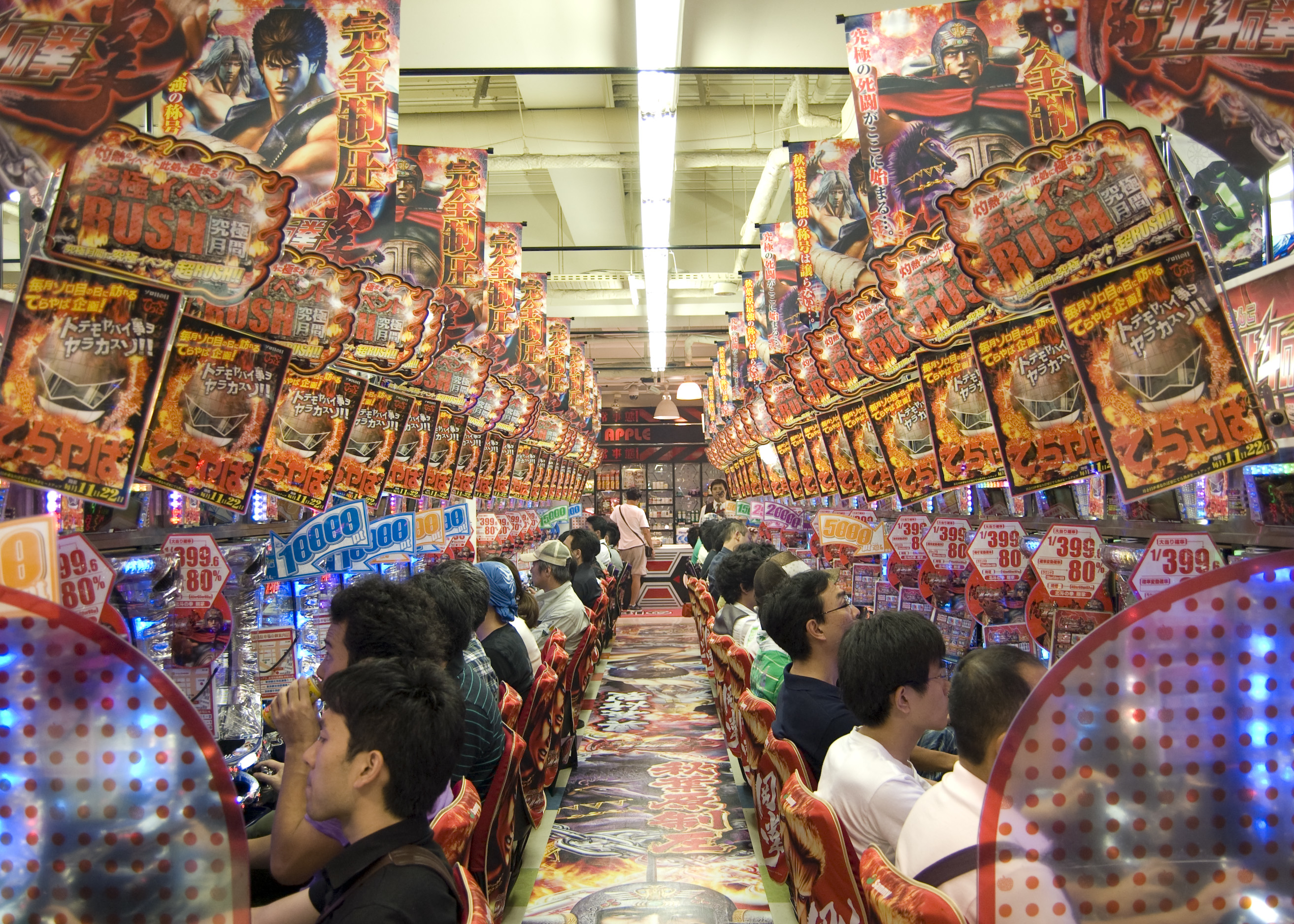
یک سالن پاچینکو در توکیو

پاچینکو (パチンコ) یک بازی مکانیکی است که از ژاپن نشأت گرفته و به عنوان یک بازی آرکید و به‌ویژه برای قمار مورد استفاده قرار می‌گیرد. پاچینکو در قمار ژاپنی نقش مشابهی به دستگاه‌های اسلات در غرب دارد و به عنوان یک نوع قمار با ریسک پایین و نیاز به استراتژی کم شناخته می‌شود. سالن‌های پاچینکو در ژاپن بسیار رایج هستند و معمولاً تعدادی دستگاه اسلات (که به آن‌ها پاچیسلو یا پاچی‌اسلاتس گفته می‌شود) هم در کنار آن‌ها وجود دارد. به همین دلیل، این مکان‌ها از نظر ظاهر و نحوه عملکرد مشابه کازینوها هستند. دستگاه‌های پاچینکوی مدرن ترکیبی از قطعات مکانیکی و الکتریکی هستند.